# Canton de Plouay
Le canton de Plouay est une ancienne division administrative française, située dans le département du Morbihan et la région Bretagne.

## Composition
Le canton de Plouay regroupait les communes suivantes :
| Nom                | Code Insee | Intercommunalité         | Superficie (km2) | Population (dernière pop. légale) | Densité (hab./km2) |
| ------------------ | ---------- | ------------------------ | ---------------- | --------------------------------- | ------------------ |
| Plouay (chef-lieu) | 56166      | CA Lorient Agglomération | 67,33            | 5 455 (2014)                      | 81                 |
| Calan              | 56029      | CA Lorient Agglomération | 12,29            | 1 117 (2014)                      | 91                 |
| Bubry              | 56026      | CA Lorient Agglomération | 69,09            | 2 378 (2014)                      | 34                 |
| Inguiniel          | 56089      | CA Lorient Agglomération | 51,40            | 2 117 (2014)                      | 41                 |
| Lanvaudan          | 56104      | CA Lorient Agglomération | 18,30            | 782 (2014)                        | 43                 |
| Quistinic          | 56188      | CA Lorient Agglomération | 42,95            | 1 429 (2014)                      | 33                 |

## Représentation

### Conseillers généraux de 1833 à 2015
| Période | Période      | Identité                                          | Étiquette          | Qualité |
| ------- | ------------ | ------------------------------------------------- | ------------------ | --- |
| 1833    | 1836 (décès) | Comte Auguste Louis Marie de Pluvié (1780-1836)   |                    | Maire de Plouay (1816-1836) |
| 1836    | 1851 (décès) | Ernest de Fournas de la Brosse                    | Droite légitimiste | Ancien capitaine de cavalerie Propriétaire à Plouay                                                                                       |
| 1851    | 1882 (décès) | Comte Fortuné de Pluvié (beau-frère du précédent) |                    | Propriétaire à Plouay Député (1848-1849)                                                                                                  |
| 1882    | 1919         | Comte Auguste de Pluvié (fils du précédent)       | Conservateur       | Propriétaire du château de Manehouarn Maire de Plouay (1882-1925)                                                                         |
| 1919    | 1922         | Louis-Joseph Salladain                            | Républicain        | Juge de paix Maire d'Inguiniel (1919-1944)                                                                                                |
| 1922    | 1940         | Pierre-Marie Le Floch                             | RG                 | Greffier de justice de paix Maire de Plouay (1935-1945)                                                                                   |
|         |              |                                                   |                    | |
| 1943    | 1945         | Joseph André                                      | ?                  | Maire de Bubry Nommé conseiller départemental en 1943                                                                                     |
|         |              |                                                   |                    | |
| 1945    | 1970         | Louis Le Moënic                                   | SFIO               | Directeur d'école Maire d'Inguiniel (1947-1981)                                                                                           |
| 1970    | 1988         | Yves Le Cabellec                                  | CD puis UDF-CDS    | Ouvrier chapelier Député (1974-1981) (suppléant de Paul Ihuel) Maire de Plouay (1959-1989)                                                |
| 1988    | 2001         | Jacques Le Nay                                    | UDF                | Horticulteur Député (1993-2012) Maire de Plouay (1989-2017) Président de la CC de la Région de Plouay (1997-2008)                         |
| 2001    | 2008         | Michel Poulin                                     | DVD                | Exploitant agricole puis dessinateur indépendant Maire de Quistinic (1983-2008)                                                           |
| 2008    | 2015         | Jean-Rémy Kervarrec                               | DVD                | Cadre comptable de gestion Vice-président de la CC de la Région de Plouay Adjoint au maire de Plouay Élu en 2015 dans le Canton de Guidel |

Un nouveau découpage territorial du Morbihan entre en vigueur à l'occasion des élections départementales de 2015. Il est défini par le décret du 21 février 2014, en application des lois du 17 mai 2013 (loi organique 2013-402 et loi 2013-403).

En vertu de ce nouveau découpage, le canton de Plouay est intégré au nouveau canton de Guidel, dont le bureau centralisateur est situé à Guidel.

### Conseillers d'arrondissement (de 1833 à 1940)
| Période                                  | Période      | Identité                                | Étiquette               | Qualité |
| ---------------------------------------- | ------------ | --------------------------------------- | ----------------------- | --- |
| 1833                                     | 1842         | M. Le Fur                               |                         | Propriétaire, ancien maire de Lanvaudan                                                                     |
| 1842                                     | 1848         | Louis Courtet                           |                         | Cultivateur à Lanvaudan                                                                                     |
|                                          |              |                                         |                         | |
| 1871                                     | 1880         | M. Duault                               |                         | |
| 1880                                     | 1893 (décès) | Antoine Le Quéré                        |                         | Propriétaire à Inguiniel                                                                                    |
| 1893                                     | 1901         | Louis Le Dréan                          | Conservateur            | Maire d'Inguiniel                                                                                           |
| 1901                                     | 1913         | Paul Guyonvarch                         |                         | Notaire à Plouay                                                                                            |
| 1913                                     | 1919         | René Fraboulet de Kerléadec (1861-1921) | Libéral                 | Industriel (fabricant de lits métalliques), propriétaire à Inguiniel                                        |
| 1919                                     | 1931         | Yves Le Cabellec                        | Républicain indépendant | Commerçant à Plouay                                                                                         |
| 1931                                     | 1937         | Mathurin Troudet                        | Radical                 | Adjoint au maire de Bubry                                                                                   |
| 1937                                     | 1940         | Joseph Le Nay (né en 1895)              | Union nationale         | Marchand grainetier, conseiller municipal de Plouay                                                         |
| 1940                                     |              |                                         |                         | Les conseils d'arrondissement ont été suspendus par la loi du 12 octobre 1940 et n'ont jamais été réactivés |
| Les données manquantes sont à compléter. |              |                                         |                         | |

## Démographie
| 1962   | 1968   | 1975   | 1982   | 1990   | 1999   | 2006   | 2011   | 2012   |
| ------ | ------ | ------ | ------ | ------ | ------ | ------ | ------ | ------ |
| 13 509 | 12 364 | 11 756 | 11 700 | 12 110 | 11 763 | 12 260 | 12 928 | 13 009 |